# Cerastium
Cerastium Tourn. ex L., 1753 è un genere di piante angiosperme dicotiledoni appartenenti alla famiglia delle Cariofillacee, dall'aspetto di piccole erbacee annuali o perenni con delicati fiori bianchi.

## Etimologia
Il nome del genere (Cerastium) deriva da un vocabolo greco: kèras (= corno); probabile riferimento alla struttura allungata a forma di corno dei suoi frutti. Fu poi latinizzato dal botanico germanico Johann Jacob Dillenius (1684-1747) che fu il primo ad inserirlo nella famiglia delle Caryophyllaceae; termine che fu ripreso definitivamente da Linneo nel 1753.

## Descrizione
Le piante di questo genere hanno un particolare modo di vegetare rampando sul terreno e abbarbicandosi strettamente ad esso. Inoltre facilmente possono essere pubescenti o irsute ed hanno un aspetto biancastro – cotonoso, ma anche glauco. Raramente sono glabre. 

Non è possibile individuare una forma biologica prevalente nell'ambito del genere: troviamo più o meno in egual misura sia le Camefite (presenti al 25% nella flora spontanea italiana – sono piante perenni e legnose che svernano tramite gemme) che le Emicriptofite (presenti al 30% nella flora spontanea italiana – sono piante erbacee bienni o perenni che svernano tramite gemme) che le Terofite (presenti al 45% nella flora spontanea italiana – sono piante fondamentalmente annuali che superano la stagione avversa per mezzo dei semi).

### Radici
Le radici possono essere di vario tipo (fascicolate, avventizie, secondarie da rizoma, ecc.).

### Fusto
I fusti sono prostrati (per le forme perenni sono anche radicanti in basso); oppure eretti o ascendenti. Nella maggioranza dei casi sono pubescenti, e spesso è presente una ramosità dicotoma.

### Foglie
Le foglie hanno la lamina intera, non sono molto grandi e hanno in prevalenza una forma lineare (anche 6 volte più lunghe che larghe). Lungo il fusto sono disposte in modo opposto e sono sessili. Quelle basali sono picciolate (non sempre). Sulla pagina fogliare sono presenti delle venature (da 1 a 5).

### Infiorescenza
L'infiorescenza è lassa, ma comunque può arrivare fino a 20 fiori terminali o (meno spesso) ascellari. A volte sono presenti delle brattee fogliose o erbacee con margini più o meno scariosi. I peduncoli possono essere riflessi verso il basso appena sotto il calice.

### Fiori
I fiori sono pentaciclici (formati da 5 verticilli: calice – corolla – androceo con 2 verticilli di 5 stami ciascuno - gineceo), pentameri, eteroclamidati (ossia il calice e la corolla sono ben differenziati), ermafroditi (raramente unisessili) e attinomorfi. Il perianzio e l'androceo sono ipogini (ossia sono inseriti più in basso rispetto all'ovario che in questo caso si dice supero).
- Formula fiorale:

* K 5, C 5, A 5+5, G 3-5 (supero)
- Calice: il calice è formato da 5 sepali (raramente 4)  liberi (calice dialisepalo); la forma è quasi sempre lanceolata con apice acuminato. Il colore normalmente è verde ma può essere anche rossastro (C. glomeratum e C.pumilum) o violaceo (C. alpinum). Dimensione dei sepali: da 3 a 12 mm.
- Corolla: i petali sono 5 (raramente 4 – a volte sono assenti),  di colore bianco (raramente violaceo) e sono tutti divisi (dialipetali); la forma è obovata - spatolata, l'apice può essere intero o bifido o appena smarginato e normalmente sono solcati da alcune incisioni longitudinali più scure (come dei raggi) che partono dalla parte interna del petalo e si perdono verso l'esterno.
- Androceo: gli stami sono 10 (raramente di meno: 8 o 5 o 4).
- Gineceo: gli stili sono 5 (in qualche caso abbiamo solo 4 o anche 3 stili), e sono sempre opposti ai sepali; l'ovario è supero e sincarpico.
- Fioritura: queste piante fioriscono fra aprile e agosto; la specie più precoce è il Cerastium grandiflorum, che però si trova sui Balcani e nel Caucaso; più tardive sono le altre specie, specialmente quelle d'alta quota come il nostro Cerastium tomentosum.

### Frutti
Il frutto consiste in una capsula cilindrica (qualche volta incurvata). I denti di deiscenza sono 10 oppure 8 oppure 6, e sono convoluti. I semi (da 15 a 150) sono di colore marrone con verruche superficiali.

## Biologia
Alcune specie del genere Cerastium sono utilizzate come piante nutrici dalle larve di lepidotteri. Ad esempio Coleophora chalcogrammella si nutre del Cerastium arvense, mentre Coleophora striatipennella si nutre del Cerastium fontanum.

## Distribuzione e habitat
Nei nostri territori queste piante si trovano lungo i sentieri campestri piuttosto freschi ed umidicci, ma anche ai bordi dei campi e dei prati. Il terreno preferito è quello a substrato calcareo ma leggero quasi arenario, ma anche (secondo la specie) terreni aridi e sabbiosi oppure tipici della flora sub-boschiva. Per le specie d'alta quota sono preferite le praterie alpine rase, ma anche i pascoli alpini oppure zone rocciose. Altri habitat sono i margini dei boschi di conifere e faggete.

È il bacino mediterraneo a fornire la maggior parte delle specie spontanee e sempre questa zona potrebbe anche essere considerata l'area di origine del genere anche se attualmente può considerarsi cosmopolita in quanto le varie specie sono sparse un po' ovunque nel mondo, con l'unica eccezione dell'Australia nella quale si trova un'unica specie (Cerastium triviale).

Esaminando la distribuzione delle tre forme biologiche presenti in Italia, notiamo che le Emicriptofite abbondano al nord dell'Italia praticamente a tutte le quote; le Camefite sono abbastanza presenti al nord e al centro soprattutto nei piani vegetazionali montano – subalpino e alpino; infine le Terofite sono ugualmente presenti su tutto il territorio però a quote basse (piano collinare e montano).

## Tassonomia
Il genere Cerastium comprende oltre 200 specie; di queste quasi 50 sono spontanee della flora italiana.

Nel distinguere le varie specie, oltre alla morfologia generale della pianta (il portamento, il fusto, le foglie, i fiori, ecc.) si deve considerare con attenzione alcuni caratteri poco evidenti come:
- la pelosità della pianta: distinguendo i peli semplici da quelli ghiandolari e questi ultimi tra lanosi e rigidi;
- la forma dei denti della capsula: per far uscire i semi la capsula si apre tramite dei dentelli, questi possono presentarsi in due modi diversi (1) revoluti lateralmente (la capsula è ortodonta), oppure (2) revoluti all'apice (la capsula è strefodonta).
- le cellule della testa del seme: sono delle verruche che possono apparire piatte o elevate secondo la specie.

## Usi
In genere non sono piante usate né nell'industria, né nella farmacia popolare e neppure nell'alimentazione, anzi a volte sono considerate piante infestanti anche se la modesta consistenza del loro apparato vegetativo non presenta eccessive preoccupazioni per l'agricoltura.

Possiamo anzi dire (riportando delle notizie apparse già alla fine dell'800) che il bestiame al pascolo mangiano volentieri queste piante senza evitarle; in modo speciale le pecore ricercano il Cerastium arvense che cresce nei pascoli asciutti, magri e sabbiosi delle montagne.
L'unico utilizzo di queste piante da parte dell'uomo è nel giardinaggio. Sono comunque sempre adatte ad una ornamentazione complementare e discreta. Le aiuole così preparate si presentano ricche di biancastri fiorellini che nell'insieme creano delle omogenee e gradevoli macchie di colore. Producono soprattutto un bellissimo effetto fra i sassi di un giardino roccioso, o sulla sommità dei muri.

Sono facili da coltivare in quanto il loro accrescimento è rapidissimo e si espandono a vista d'occhio. E non hanno neppure bisogno di terreni particolarmente trattati: si accontentano di un medio-basso contenuto di sostanze nutrienti su terreni comunque acidi e sempre calcarei. Queste piante si moltiplicano agamicamente per divisione annua dei cespi. Si possono ottenere buoni risultati anche con la semina. 

L'impiego nel giardinaggio, di queste piante, è molto antico: dalle documentazioni del passato si può risalire all'anno 1648 come primo ingresso nella flora orticola coltivata (questo vale per la specie Cerastium tomentosum, forse la più adatta per questo tipo di colture). Delle altre specie si hanno notizie un secolo dopo: 1710 per il Cerastium grandiflorum; e nell'Ottocento per il Cerastium biebersteinii. Attualmente si possono contare a una mezza dozzina le specie di questo genere coltivate nei giardini europei.